# Hylaea cinereostrigaria
Hylaea cinereostrigaria là một loài bướm đêm trong họ Geometridae.